# Бикерман, Илья Иосифович
Илья́ Ио́сифович Би́керман (в русских переводах обычно Элиас Джозеф и Элиас Иосифович Бикерман, англ. Elias Joseph Bickerman — Ила́йэс Джо́зеф Би́керман, фр. Élie Bikerman — Эли́ Би́керман, нем. Elias Bickermann — Э́лиас Би́керман; 1 июля 1897, Кишинёв — 31 августа 1981, Иерусалим) — американский, немецкий и французский историк-антиковед российского происхождения, профессор Колумбийского университета.

## Биография
Родился в Кишинёве, в семье историка и публициста Иосифа Менассиевича Бикермана (1867—1942), окнянского мещанина, и его жены Суры Гецелевны Маргулис (в петербургский период Сарра Ильинична Бикерман, 1860—1931), родом из Могилёва-на-Днестре. В детстве вместе с родителями переехал в Одессу (где отец учился в университете), затем в 1905 году — в Санкт-Петербург, где окончил гимназию. В 1915 году поступил в Петроградский университет, учился у М. И. Ростовцева (монографии которого — «Рим» и «Греция» — он доработал после смерти учителя и опубликовал в 1962—1963 годах в серии «История Древнего мира» издательства Оксфордского университета). В 1916 году был призван в армию, прошёл курс обучения в офицерской школе в Петергофе, служил до 1918 года на южном Кавказе на фронте Первой мировой войны и, кратковременно, в РККА.
В 1922 году (по некоторым источникам — в 1918 году) вместе с родителями и братом эмигрировал в Германию, где продолжил обучение в Гумбольдтовском университете в Берлине; в 1929—1933 годах — приват-доцент там же. Первые научные труды, в том числе три монографии, опубликовал в германский период на немецком языке; вторая из них — о восстании Маккавеев («Маккавеи: их история с самого начала до падения династии Хасмонеев» — Die Makkabäer; eine Darstellung ihrer Geschichte von den Anfängen bis zum Untergang des Hasmonäerhauses, 1935, расширенное английское издание — 1947) — выдвинула его в ряды ведущих современных эллинистов. В 1928 году совместно с Йоханнесом Сикутрисом впервые опубликовал комментированный текст, немецкий перевод и монографический анализ так называемого 30-го сократического письма постплатонического философа Спевсиппа, адресованного Филиппу II Македонскому (Speusipps Brief an König Philip, Лейпциг, 1928). С 1933 года, после прихода к власти нацистов, жил и работал во Франции, где опубликовал свои классические штудии по эллинистике и еврейской истории (в том числе «Государство Селевкидов» — Institutions des Séleucides, 1938). В 1934—1940 годах читал лекции в Высшей школе изучения истории; профессор. В 1938—1942 годах возглавлял отдел в Центре национальных исследований.
С 1942 года, после поражения Франции в войне и смерти отца, жил в США, где преподавал в Новой школе социальных исследований (Нью-Йорк), Университете иудаизма (Лос-Анджелес), Колумбийском университете (профессор, 1952—1967, Нью-Йорк) и Еврейской теологической семинарии (с 1967 года, Нью-Йорк). Дважды получал стипендию Гуггенхайма: в 1949 году и 1959 году. Последние годы жизни провёл в Израиле.
Член-корреспондент Британской академии (1973).

## Семья
Младший брат — Яков Иосифович Бикерман, американский химик.

## Научная деятельность
Автор ряда крупных трудов по истории эллинизма, библеистике и ранней еврейской истории, в том числе ставших классическими и многократно переиздававшихся «Бог Маккавеев» (1937), «Государство Селевкидов» (1938), «Хронология древнего мира» (1962, 1968 — расширенное издание работы немецкого периода Chronologie: Einleitung in die Altertumswissenschaft, 1933), «Четыре необычные книги Библии: Иона, Даниил, Экклезиаст, Эсфирь» (1968), «Культ суверенов в Римской империи» (на французском языке, 1973), «Древняя история Западной цивилизации» (1976), «Религии и политика в эллинистический и римский периоды» (1985) и «Евреи в эпоху эллинизма» (1988).
К теме восстания Маккавеев И. И. Бикерман возвращался в серии монографий на протяжении всей научной карьеры: «Маккавеи: их история с самого начала до падения династии Хасмонеев» (немецкий, 1938; английский, 1947), «От Эзры до последнего из Маккавеев: основы постбиблейского иудаизма» (1962), «Бог Маккавеев: штудии о значении и истоках восстания Маккавеев» (1979 — расширенный перевод ранней монографии немецкого периода, Der Gott der Makkabäer, 1937), став самым известным исследователем этого периода еврейской истории.
Трёхтомное собрание научных статей И. И. Бикермана по древней истории иудаизма и христианства (Studies in Jewish and Christian history, на английском, французском и немецком языках) было осуществлено в 1976—1986 годах.

### На русском языке
- Бикерман, Элиас. Хронология Древнего мира. Ближний Восток и Античность / Перевод с английского И. М. Стеблин-Каменского; ответственный редактор М. А. Дандамаев. — М.: Главная редакция восточной литературы издательства «Наука», 1975. — 336 с. — 15 000 экз.
  - Хронология древнего мира: Ближ. Восток / Пер. с англ. И. М. Стеблин-Каменского. — Сретенск: МЦИФИ Толедо, 2000. — 335 с. — ISBN 5-80222-096-1.
- Бикерман Э. Государство Селевкидов = Institutions des Seleucides / Пер. с фр. — М.: Наука, 1985. — 264 с. — 10 000 экз.
- Бикерман Э. Дж. Евреи в эпоху эллинизма / Пер. с англ. — М.— Иерусалим: Гешарим / Мосты культуры, 2000.

### На других языках
- Bickerman E. The Altars of the Gentiles: A Note on the Jewish 'ius sacrum' // Revue Internationale des Droits de l’Antiquité[нем.]. — 1958. — Vol. 5. — P. 137-146.
- Bickermann E. Chronologie. — Leipzig — Berlin: Teubner, 1933. — 43 S. (Einleitung in die Altertumswissenschaft ; Bd. 3, H. 5)
  - Bickerman E. Chronologie. — 2., überarb. Aufl. — Leipzig: Teubner, 1963. — 64 S.
- Bickerman E. J. Chronology of the ancient world. — Ithaca, N.Y.: Cornell University Press, [1968]. (8 переизданий)
- Bickermann E. La cronologia nel mondo antico. — Firenze: La Nuova Italia, 1963. (Paideïa [Presses universitaires de France], 7.) (итал.) (2 переиздания)
- Bickerman E. J. The date of Fourth Maccabees // Louis Ginzberg. — New York: The American Academy for Jewish Research, 1945. — [Pt. 1]. — P. 105—112.
- Bickerman E. J. Les Deux Erreurs du Prophète Jonas // Revue d’Histoire et de Philosophie. — 1965. — Vol. 45. — P. 232—264.
- Bickerman E. J. The edict of Cyrus in Ezra 1 // Journal of Biblical Literature. — 1946. — Vol. 65. — P. 249—275.
- Bickerman E. J. Das Edikt des Kaisers Caracalla in P. Giss. 40. — Berlin: Collignon, 1926. — 38 S. (Berlin, Phil. Diss., 1926)
  - (3 переиздания)
- Bickerman E. J. Four strange books of the Bible: Jonah, Daniel, Koheleth, Esther. — New York: Schocken Books: 1968.
  -  — New York: Schocken Books: 1988. — 124 p. ISBN 9780805207743
- Bickerman E. J. From Ezra to the last of the Maccabees: foundations of post-Biblical Judaism (англ.). — New York: Schocken, 1962. (6 переизданий)
- Bickermann E. Der Gott der Makkabäer: Untersuchungen über Sinn u. Ursprung d. Makkabäischen Erhebung. — Berlin: Schocken, 1937. — 182 S.
  - Bickerman E. J. The God of the Maccabees : studies on the meaning and origin of the Maccabean revolt / Transl. by H. R. Moehring. — Leiden : E.J. Brill, 1979. — 13+122 p. (Studies in Judaism in late antiquity ; 32) ISBN 90-04-05947-4
- Bikerman E. Institutions des séleucides: ouvrage publié avec le concours de l’Academie des Inscriptions et Belles-Lettres [Fondation de Clercq]. — Paris: Librairie Orientaliste Paul Geuthner, 1938. — 268 p. (Bibliothèque archéologique et historique; T. 26) (2 переиздания)
- Bickerman E. J. The Jews in the Greek Age. — Cambridge—London: Harvard University Press, 1988. — 338 p.
- Bickermann E. Die Makkabäer: e. Darst. ihrer Geschichte von d. Anfängen bis zum Untergang d. Hasmonäerhauses. — Berlin: Schocken, 1935. — 77 S. (Bücherei des Schocken-Verlages ; 47)
  - Bickerman E. J. The Maccabees : an account of their history from the beginnings to the fall of the house of the Hasmoneans / Transl. from the German by M. Hadas. — New York: Schocken, 1947. — 125 p. (3 переиздания)
- Bickerman E. J. An oath of Hannibal // Trans. Proc. Amer. Philological Assoc. — 1944. — Vol. 75. — P. 87—102.
- Bickerman E. J. Some notes on the transmission of the Septuagint // Alexander Marx jubilee volume. — New York: Jewish Theological Seminary of America, 1950. — P. 149—178.
- Bickerman E. J. Studies in Jewish and Christian history. — Leiden: E.J. Brill. (13 переизданий)
  - 1976 (Pt. 1). — 288 p.
  - 1980 (Pt. 2). — 405 p. ISBN 9004060154
  - 1986 (Pt. 3). — 392 p. ISBN 9004074805
- Bickerman E. J. Studies in Jewish and Christian history: A New Edition in English Including the God of the Maccabees. — Leiden—Boston: Brill, 2007. — Vol. 1, 2. — ISBN 9789004152946
- Bickerman E. J. et al. Le Culte des Souverains dans l’Empire Romain. 7 exposés suivis de discussions. — Vandœuvres-Genève, Fondation Hardt; Dépositaire pour la Suisse: Francke, Berne, 1973. — 332 p. (Entretiens sur l’Antiquité classique [Series], t. 19.)
- Bickerman E. J., Gabba E., Smith M. Religions and politics in the Hellenistic and Roman periods. — Como: Edizioni New Press, 1985. (2 переиздания)
- Bickerman E. J., Smith M. The ancient history of Western civilization. — New York: Harper & Row, 1976. — 274 p. ISBN 0060406682 (2 переиздания)
- Bickerman E. J., Sykutris J. Speusipps Brief an König Philipp; Text, Übersetzung, Untersuchungen // Berichte über die Verhandlungen der Sächsischen Akademie der Wissenschaften zu Leipzig. Philologisch-historische Klasse. — 1928. — Bd. 80, H. 3.
- Rostovzeff M. Greece: Uncertain Democracy / Transl. from the Russian by J. D. Duff; Ed. by E. J. Bickerman. — New York: Oxford University Press, 1963. — 352 p. (A Galaxy Book)
- Rostovzeff M. Rome / Transl. from the Russian by J. D. Duff; Ed. by E. J. Bickerman. — London: Oxford University Press, 1960. — 352 p. (A Galaxy Book) (2 переиздания)